# Campeonato Potiguar 1920
In 1920 werd het tweede Campeonato Potiguar gespeeld voor voetbalclubs uit de Braziliaanse staat Rio Grande do Norte. De competitie werd gespeeld van 8 juni tot 28 juni en georganiseerd door de Federação Norte-rio-grandense de Futebol. América de Natal werd de kampioen.

## Eindstand
| Plaats | Club             | Wed. | W | G | V | Saldo | Ptn. |
| ------ | ---------------- | ---- | - | - | - | ----- | ---- |
| 1.     | América de Natal | 2    | 2 | 0 | 0 | 5:1   | 4    |
| 2.     | Centro Esportivo | 2    | 1 | 0 | 1 | 3:5   | 2    |
| 3.     | ABC              | 2    | 0 | 0 | 2 | 3:5   | 0    |

|  | Kampioen |

## Kampioen
| Campeonato Potiguar de 1920          |
| Rio Grande do Norte                  |
| ------------------------------------ |
| AMÉRICA DE NATAL Kampioen (2° titel) |